# Болдер Хил (Илиноис)
Болдер Хил (енгл. Boulder Hill) насељено је место без административног статуса у америчкој савезној држави Илиноис.

## Демографија
По попису из 2010. године број становника је 8.108, што је 61 (-0,7%) становника мање него 2000. године.
| Група             | 2000.         | 2010.         |
| Белци             | 7.048 (86,3%) | 5.755 (71,0%) |
| Афроамериканци    | 156 (1,9%)    | 359 (4,4%)    |
| Азијати           | 54 (0,7%)     | 60 (0,7%)     |
| Хиспаноамериканци | 802 (9,8%)    | 1.805 (22,3%) |
| Укупно            | 8.169         | 8.108         |